# Праздники Коста-Рики
Официальные праздники Коста-Рики.
| Дата                                          | Русское название                           | Местное название                           | Примечания                                                      |
| --------------------------------------------- | ------------------------------------------ | ------------------------------------------ | --------------------------------------------------------------- |
| 1 января                                      | Новый год                                  | Año Nuevo                                  |                                                                 |
| Последняя неделя марта — первая неделя апреля | Великий четверг                            | Jueves Santo                               | Дата меняется                                                   |
| Последняя неделя марта — первая неделя апреля | Великая пятница                            | Viernes Santo                              | Дата меняется                                                   |
| Последняя неделя марта — первая неделя апреля | Пасха                                      | Domingo de Resurrección                    | Дата меняется                                                   |
| 11 апреля                                     | День Хуана Сантамарии                      | Día de Juan Santamaría                     | Отмечается в день гибели национального героя Хуана Сантамарии   |
| 1 мая                                         | День международной солидарности трудящихся | Día del Trabajador                         |                                                                 |
| Третье воскресенье июня                       | День отцов                                 | Día del Padre                              | Дата меняется                                                   |
| 25 июля                                       | День Гуанакасте                            | Anexión del Partido de Nicoya a Costa Rica | День добровольного присоединения в 1814 году Гуанакасте (Никои) |
| 2 августа                                     | День Ангельской Девы                       | Día de la Virgen de los Ángeles            | Отмечается в честь покровительницы Коста-Рики                   |
| 15 августа                                    | День матери                                | Día de la Madre                            |                                                                 |
| 24 августа                                    | День Национальных Парков                   | Día de los Parques Nacionales              | Отмечается с 1986 года                                          |
| 9 сентября                                    | День Ребенка                               | Día del Niño (a)                           |                                                                 |
| 15 сентября                                   | День независимости                         | Día de la Independencia                    | С 1821 года                                                     |
| 12 октября                                    | День Колумба (День культур)                | Día del encuentro de las Culturas          |                                                                 |
| 1 декабря                                     | День ликвидации армии                      | Día de la Abolición del Ejército           | 1 декабря 1948 года вооружённые силы были расформированы        |
| 25 декабря                                    | Рождество                                  | Navidad                                    |                                                                 |